# 小李飛刀之魔劍俠情
《小李飛刀之魔劍俠情》（英語：The Romantic Swordsman II）是香港無綫電視於1978年根據古龍小說《多情劍客無情劍》（後六十四回）改編所拍攝的電視連續劇，是小李飛刀的續篇。 全劇共8集，編導、監製王天林，主要演員有朱江、黃元申、黃杏秀、張冲等。

## 故事大綱
轟動武林的梅花盜事件沉寂了兩年後，另一消息-興雲莊藏有武功秘笈「憐花寶鑒」又傳遍江湖。興雲莊本是李尋歡因報恩而贈予龍嘯雲的，自龍嘯雲失蹤後，興雲莊便成了李尋歡的舊愛林詩音獨居的地方。興雲莊出了事，已隱居了的李尋歡為了保護林詩音而再次捲入江湖是非。
原來事件背後是林仙兒陰謀策計劃，目的是利用金錢幫幫主；兵器譜上排行第二的「子母龍鳳環」上官金虹對奪取「憐花寶鑒」的野心，去對付李尋歡。
李尋歡得兵器譜上排行首位的「如意捧」天機老人及其孫女孫小紅之助而獲知整件事的內情。雖然李尋歡重遇阿飛，但阿飛已被林仙兒玩弄至豪情不再，而阿飛亦以為林仙兒已改過自新。李尋歡欲揭穿林仙兒，可是林仙兒詭計多端，反而令阿飛對李尋歡有所誤會。
此時，上官金虹對李尋歡作出挑戰。而阿飛卻因發現林仙兒與上官金虹有不尋常關係而悲痛不已。林仙兒在上官金虹、阿飛及上官金虹的親信荊無命之間不斷挑撥，結果被荊無命押走。同時李尋歡與上官金虹亦展開生死決鬥。

## 演員表
- 朱　江 飾 李尋歡
- 黃元申 飾 阿　飛
- 黃杏秀 飾 林仙兒
- 溫柳媚 飾 林詩音
- 歐陽佩珊 飾 孫小紅
- 羅國維 飾 龍嘯雲
- 羅浩楷 飾 龍小雲
- 關　聰 飾 荊無命
- 張　沖 飾 上官金虹
- 黃允材 飾 上官飛
- 徐廣林 飾 鐵傳甲
- 江　毅 飾 天機老人(孫老頭)
- 梁少狄 飾 西門柔
- 李家鼎 飾 諸葛剛
- 金興賢 飾 青魔手伊哭
- 陳復生 飾 林鈴鈴/林仙兒婢女
- 林偉圖 飾 郭嵩陽
- 梁鴻華 飾 呂鳳仙
- 黎劍雄 飾 燕雙飛
- 廖偉雄 飾 隨　飛
- 駱應鈞 飾 茵
- 李道渝 飾 塵
- 徐桂香 飾 藍蠍子
- 高　崗 飾 相　羽
- 梅　蘭 飾 至尊寶
- 焦　雄 飾 老　闆
- 黃志強 飾 黑衣人
- 麥大成 飾 胡不歸
- 曹　濟 飾 呂總管
- 曾楚霖 飾 林麻子
- 佩　雲 飾 翁大娘
- 何壁堅 飾 孫駝子

## 歌曲
主題曲《魔劍俠情》
- 作曲：顧嘉輝
- 填詞：江　羽
- 主唱：羅　文